# بافت ماهیچه‌ای
بافت ماهیچه‌ای (به انگلیسی: Muscle tissue) با ماهیچه‌ها را در بدن جانوران می‌سازد و توان در هم کشیده شدن یا انقباض را به ماهیچه‌ها می‌بخشد. این بافت در دورهٔ رشد جنینی از فرایندی به نام ماهیچه‌زایی پدید می‌آید. ماهیچه‌ها در انجام حرکات بدن به جانداران کمک می‌کنند. جانداران برای ماهیچه‌های خود تکیه‌گاهی دارند که این تکیه‌گاه استخوان‌بندی (اسکلت) نام دارد و در مجموع ماهیچه‌ها و استخوان‌بندی حرکات جانداران را کنترل می‌کنند. بافت ماهیچه‌ای از سلول‌های ماهیچه‌ای تشکیل شده‌است که برای انقباض تخصیص یافته‌اند. ماهیچه‌ها وسیله حرکت هستند. سلول‌های ماهیچه‌ای معمولاً دراز بوده و توسط بافت پیوندی به یکدیگر متصل هستند و ماهیچه‌های بدن را تشکیل می‌دهند. یکی از ویژگی‌های عمده سلول‌های ماهیچه این است که در سیتوپلاسم (میان‌یاخته) این سلول‌ها، رشته‌های منقبض شونده‌ای وجود دارد و انقباض و انبساط آنها موجب انقباض و انبساط سلول ماهیچه‌ای و در نتیجه بافت ماهیچه‌ای می‌شود. بافت ماهیچه‌ای به سه دسته عضله تقسیم‌بندی می‌شود.
بافت‌های ماهیچوع هستند:۱. مخطط ۲. صاف ۳. قلبی.

## بافت ماهیچه ای قلب
قلب، ماهیچه ای است که به صورت غیرارادی منقبض می‌شود و از نظر بافت‌شناسی شبیه ماهیچه اسکلتی است و دارای ظاهری مخطط است. شکل سلول‌ها استوانه ای است ولی سلول‌ها منشعب هستند. در بافت ماهیچهٔ قلبی در محل اتصال سلول‌ها، صفحات بینابینی وجود دارد. در سلول‌های ماهیچه‌های قلبی یک یا دو هسته وجود دارد که در مرکز سلول قرار دارند. مانند میوکارد (لایه میانی) قلب. شباهت دیگر بافت ماهیچه ای با ماهیچه صاف است که هر دو غیرارادی اند و رنگ هر دو قرمز کم رنگ و مایل به صورتی است.

## بافت ماهیچه ای صاف
بر خلاف ماهیچهٔ قلبی و مخطط، سلول‌های ماهیچهٔ صاف بخش‌های تیره و روشن ندارند و سیتوپلاسم آنها یکنواخت است. این سلول‌ها دوکی شکل اند و هسته بیضی شکل سلول‌ها در مرکز سلول قرار دارد و به دلیل تیره‌تر بودن از سایر بخش‌های سلول قابل تشخیص است. رنگ آن معمولاً سفید یا صورتی است و در دستگاه گوارش، پلک چشم، مثانه، جدار سرخرگ‌ها و… یافت می‌شود. و فعالیت یاخته‌های ماهیچه ای صاف به صورت غیرارادی انجام میشود (عملکرد غیر ارادی. دوکی شکل. تک هسته اس. حضور هسته در مرکز سلول. صورتی رنگ)

## بافت ماهیچه ای اسکلتی (مخطط)
سلول‌های بافت ماهیچه ای اسکلتی، استوانه ای (رشته‌ای) هستند. هر سلول دارای چند هسته است و ظاهری مخطط دارد؛ یعنی هر سلول، دارای بخش‌های تیره و روشن است. همه هسته‌های سلول‌ها بیضی شکل اند و در حاشیه سلول قرار دارند. تمام ماهیچه‌هایی که فعالیت ارادی دارند؛ شامل تمام بخش‌های بدن به استخوان‌ها، دیافراگم، ماهیچه‌های دهان، حلق، بخش ابتدایی مری، ماهیچه حلقوی مخرج، ماهیچه حلقوی خارجی در میز راه و …. رنگ آن قرمز و در هسته‌ها در حاشیه سلول قرار دارند.اینها همه ارادی هستند

## نکاتی در مورد بافت‌های ماهیچه ای
گروهی از سلول‌های گیاهی به نام اسکلرییدها همانند سلول‌های ماهیچه قلبی ظاهری مُشَبَّک دارند.
در سلول‌های ماهیچه قلبی و ماهیچه اسکلتی، واحدهای انقباضی به‌طور منظم در کنار هم قرار می‌گیرند، انقباض این واحدها در مجموع، باعث انقباض ماهیچه می‌شود.
بیشتر ماهیچه‌های اندام‌های داخلی بدن به جز قلب که عمل غیرارادی دارند، صاف هستند، ولی در برخی اندام‌ها مانند مری ماهیچه‌های مخطط نیز می‌توانند عمل غیرارادی داشته باشند.
سلول‌های منفرد ماهیچه قلبی و صاف اندازه نسبتاً کوچکی دارند.
انقباض ماهیچه‌های قلبی، بدون تحریک عصبی و به واسطه فعالیت شبکه هادی قلب انجام می‌شود. ولی ماهیچه صاف و اسکلتی معمولاً نیازمند تحریک عصبی اند اما بدون تحریک عصبی نیز منقبض می‌شوند، به‌طور مثال انقباضات ماهیچه صاف دیواره رَحِم به کمک هورمون اکسی‌توسین صورت گرفته و بدون دخالت دستگاه عصبی می‌باشد. ظاهر دوکی شکل ماهیچه ها به دلیل وجود هسته کناری یاخته های آن می باشد